# Prix Europa
Der Prix Europa ist das größte trimediale Festival in Europa und ein Wettbewerb für Fernseh-, Hörfunk- und Online-Produktionen. Er wurde 1987 in West-Berlin gegründet und wird vom Rundfunk Berlin-Brandenburg als Gastgeber betreut. 1997 fusionierte das Festival mit dem Prix Futura Berlin. Von 2018 bis 2022 wurde der Preis in Potsdam vergeben, seit 2023 wieder in Berlin.

## Träger
Das Festival wird getragen von der Europäischen Kommission, dem Europäischen Parlament, der European Broadcasting Union (EBU/UER) und der European Alliance for Television and Culture (EATC). Dazu kommen die Länder Berlin und Brandenburg sowie 25 weitere Partner aus dem Medienbereich, darunter der RBB, die Medienanstalt Berlin-Brandenburg (mabb), medienboard Berlin-Brandenburg, ARTE und das ZDF. Veranstaltungsort war bis 2017 Berlin.
Im Oktober 2019 wurde ORF-Generaldirektor Alexander Wrabetz im Rahmen der Sitzung des Steering Committees als Nachfolger von Cilla Benkö (Geschäftsführerin Sveriges Radio) zum Präsidenten des Prix Europa gewählt.

## Jury
Das jährliche Festival mit seinen offenen Jurygruppen zählt rund 1000 Teilnehmer und findet jeweils im Oktober statt. Ziel ist, unter dem Markenzeichen „Made in Europe“ das Spektrum europäischer Produktionen darzustellen, grenzüberschreitende Programmtrends erkennbar zu machen und Qualitätsprogrammen ein Forum zu geben.

## Preiskategorien
Der Wettbewerb wird im Bereich Fernsehen in den Kategorien Documentary, Drama, Current Affairs Programme, Fiction Serial or Mini-Series, Intercultural Programme und im Hörfunk in den Kategorien Documentary, Investigation, Fiction Series or Serial, Drama und Music Programme ausgetragen. Seit 2001 gibt es außerdem die Online-Kategorie. Zudem wird noch der Prix Geneve für das innovativste Drehbuch eines Neulings sowie der Lifetime Achievement Award vergeben.
Die Preise für die besten europäischen Fernseh-, Radio- und Internet-Programme sind undotiert und werden am Ende der Festivalwoche im Rahmen einer Preisgala verliehen.